# 隆禧
純靖親王隆禧（转写：Lunghi；1660年5月30日—1679年8月20日），清世祖第七子，清聖祖弟，顺治十七年 （1660年）四月廿二出生。康熙十三年（1674年）封為純親王。康熙十四年（1675年），分給佐領。康熙十八年（1679年）七月隆禧患重病，聖祖皇帝親臨為其召太醫。七月十五，隆禧薨，聖祖皇帝哀痛輟朝三日。
太皇太后欲到臨純親王喪禮，聖祖皇帝力諫才停止。聖祖皇帝又欲到臨奠，太皇太后亦下諭阻止，留聖祖皇帝於太皇太后宮中。賜予純靖親王之諡號。獨子富爾祜倫襲爵、又一年後身故無子，被除去爵位。

## 生母
庶妃钮氏，生皇七子纯亲王隆禧。

## 延伸阅读
[在维基数据编辑]
 《清史稿/卷219》，出自趙爾巽《清史稿》